# Rock alternatif chrétien
Genres associés
Rock chrétien
Le rock alternatif chrétien est un sous-genre du rock alternatif fondé sur la foi chrétienne. Contrairement à la musique chrétienne contemporaine (MCC) et au rock chrétien, le rock alternatif chrétien met généralement l'accent sur un contenu lyrique complexe, caractéristique de genre. Le degré de foi exprimé varie d'artistes en artistes.

## Histoire et caractéristiques
Le rock alternatif chrétien prend ses racines dans les années 1980, lorsque des premières tentatives de punk chrétien et new wave sont entamées par des artistes comme Andy McCarroll, Undercover, les 77s, Steve Scott, Quickflight, Daniel Amos, Michael Knott, Les Altar Boys, Steve Taylor, 4-4-1, David Edwards et Vector.
Dans les années 1990, beaucoup de ces groupes et artistes de rock alternatif chrétien ont arrêté leur carrière, ou exercent un autre genre, comme le rock ou la pop chrétienne, plus appréciés car lyriquement moins complexe. Depuis les années 2000, le rock alternatif chrétien est notamment soutenu les labels Tooth and Nail, Gotee et Floodgate.